# 扶安郡
扶安郡（：／ Buan gun */?），是大韓民國全北特別自治道西部的一個郡，位於邊山半島上，西臨海。面積193.54平方公里，2001年人口74,716人。下分1邑、12面。
郡西北面正進行新萬金填海工程。

## 歷史
早期屬馬韓，百濟至朝鮮王朝早期皆為兩縣。1416年由扶寧與保安兩地合併而成。

## 交通
有西海岸高速公路。

## 友好城市
- 庆尚北道聞慶市
- 庆尚北道浦项市

## 出身名人
- 金相浹：政治人物，曾擔任總理。